# 633년

## 연호
- 당(唐) 정관(貞觀) 7년
- 신라(新羅) 건복(建福) 50년

## 기년
- 당(唐) 태종(太宗) 7년
- 신라(新羅) 선덕여왕(善德女王) 2년
- 고구려(高句麗) 영류왕(榮留王) 16년
- 백제(百濟) 무왕(武王) 34년

## 사건
- 전남 장성의 백암산白巖山 정토사淨土寺가 창건되다

## 탄생
- 제83대 교황 코논